# حركة أحرار على الأرض

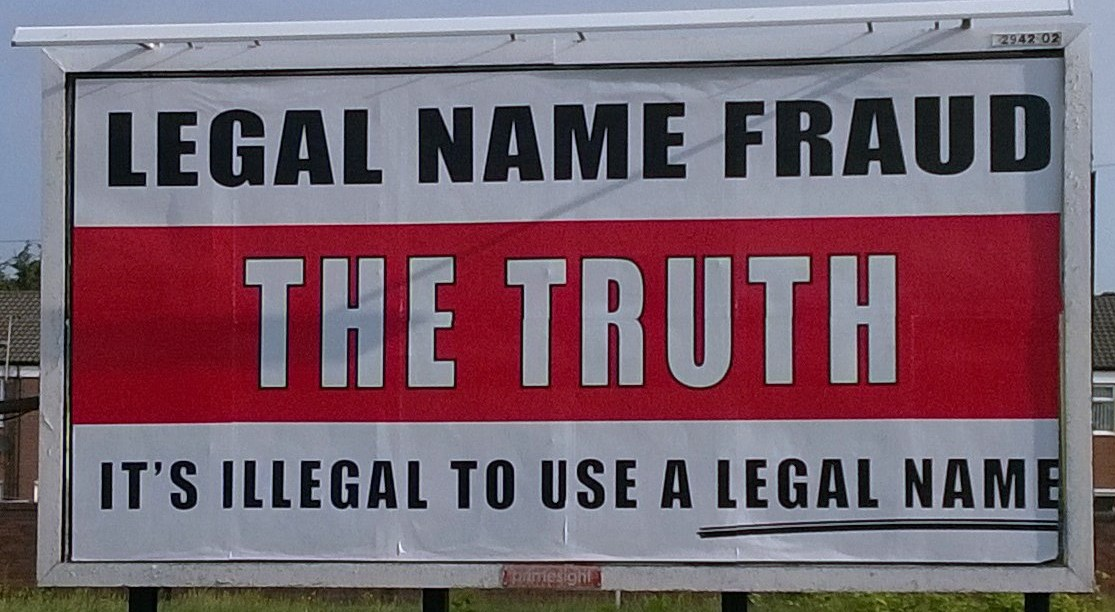
لوحة إعلانية بعنوان "الاحتيال في الاسم القانوني" في المملكة المتحدة، تقدم حججًا مشابهة لتلك الخاصة بحركة "أحرار على الأرض"

حركة أحرار على الأرض، هي مجموعة من الأشخاص غير الملتزمين الذين يعتقدون أنّ الالتزام بالقوانين التشريعيّة يرتبطُ بالموافقة عليها. لذا يرون أنّهم مستقلون عن الحكومة وسيادة القانون، ويعتبرون أنّ القانون «الحقيقي» الوحيد هو تفسيرهم الخاص للقانون العام. مما جعل معتقدهم هذا يُوصف بنظريّة المؤامرة. ينشط الأحرار في الدول الناطقة باللّغة الإنجليزيّة: المملكة المتّحدة، وأيرلندا، وكندا، والولايات المتّحدة، وأستراليا، ونيوزيلندا.
في قضية المحكمة الكنديّة ميدس ضد ميدس، استخدم مساعد كبير القضاة في محكمة مجلس الملكة الخاص في ألبيرتا جون دي روكي عبارة «الحجج التجاريّة الزائفة المنظّمة» لوصف الأساليب والحجج التي يستخدمها الأحرار في المحكمة، كما وصف القضايا بالتافهة والكيديّة. لا يوجد نموذجٌ مسجّل للأسلوب الذي يتبعه الأحرار في المحكمة. ويخلص روكي في دحضه لكلٍّ من الحجج التي يستخدمها ميدس إلى أنّ «عقداً من الحالات المبلغ عنها، والتي أشار لكثير منها في حكمه، قد فشلت في إثبات أيٍ من الحجج التّجاريّة الزائفة المنظّمة من الخصوم».
يُصنّف مكتبُ التحقيقات الفيدرالي (إف بي أي) في الولايات المتّحدة الأمريكيّة الأحرارَ كمواطنين سياديّين متطرّفين وإرهابيّين محليّين.

## المعتقدات
يعتقد الأحرار أنّ القانون التشريعي هو عبارة عن عقد، وبالتالي يمكن للأفراد الانسحاب منه، واختيار العيش وفق ما يسمّونه بالقانون العامّ أو القوانين الطبيعيّة. فهم يعتقدون أنّ القوانين الطبيعيّة لا تلزمهم إلا بعدم أذيّة الآخرين، أو إلحاق الضرر بممتلكاتهم، وألّا يستخدموا الغش والاحتيال في إبرام العقود. يقول الأحرار إنّ كلَّ فردٍ يمتلك جزئين هما: الجسد و«كيانه» الاعتباريّ. يتمثّل هذا الكيان الاعتباريّ بشهادة الميلاد؛ ويزعم بعض الأحرار أن الفرد يقتصر بشكل كامل على شهادة الميلاد. بموجب هذه النّظرية يتكوّن «رجل القشّ» بمجرد إصدار شهادة ميلاده، ويُصبح كيانًا خاضعًا للقانون التشريعيّ. أمّا الذات الجسدية فيُشار إليها باسمٍ مختلفٍ بعض الشيء، مثل «جون من عائلة سميث» بدلًا من «جون سميث».
تعتمدُ العديد من معتقداتِ الأحرار على تفسيراتٍ غير اعتياديّة لقانون الأميراليّة أو القانون البحريّ، والذي يزعم الأحرار أنّه يحكم العالم التجاريّ. تنبع هذه المعتقدات من تفسيراتٍ هامشيّةٍ لكلماتٍ مختلفة تبدو ذات دلالة بحريّة، مثل الملكيّة (ownership) أو المواطنة (citizenship) أو الرصيف (dock) أو شهادة الميلاد (المرسى) birth - berth)). فيشير الأحرار إلى المحكمة بـ (السفينة)، والعاملين فيها بـ (الركاب)، وقد يزعمون أنّ المغادرين هم (الأشخاص خارج السفينة).
يحاول الأحرار المطالبة بحكم القانون العامّ (كمعاكسٍ لقانون الأميراليّة) من خلال طرح السؤال «هل لديك دعوًى ضدّي؟» كما يزعمون فإنّ هذا السؤال يُزيل موافقتهم على أن يحكمهم قانون الأميراليّة ويحوّل المحكمة إلى محكمة القانون العام، بالتالي يجب أن تمضي الإجراءات وفقًا لنسختهم من القانون العام. ولكن لم ينجح استخدام هذا الإجراء سابقًا.
لا يقبل الأحرار عادةً التمثيل القانونيّ، بسبب اعتقادهم أن ذلك يعني التعاقد مع الدولة. كذلك يعتقدون أن المملكة المتّحدة وكندا تعملان الآن في حالة إفلاس، وهذا ما يخضعهما لقانون الأميراليّة. ويرون أن إلغاء المعيار الذهبيّ جعل العملة البريطانيّة غير مدعومة بالذهب بل مدعومة بالناس (أو الخيال القانونيّ للأشخاص). فيصفون الأشخاص بأنهم دائنون لشركة المملكة المتّحدة. لذا تصبح المحكمة مكان العمل، والاستدعاء مجرّد دعوة لمناقشة المسألة المطروحة، مع عدم وجود صلاحياتٍ تُلزم الحضور أو الامتثال. بالإضافة لاعتقادهم أنّ الحكومة تسيطر على الحسابات المصرفيّة السريّة باسمهم كجزء من هذه الّنظريّة، والتي يمكن الوصول إليها لسداد الديون.
تستند معتقدات الأحرار إلى حد كبير على سوء الفهم والتمنيّات، ولا تصمد أمام التدقيق القانونيّ. إذ لم يدعم أيّ حكم محكمة المعتقدات التي يؤمن بها الأحرار خلال القضايا الجنائيّة أو المدنيّة في أي مكان.

## العقود
يعتقد الأحرار أنّهم يخضعون لقضاء القانون العام، مما يجعل المساواة أمرًا أساسيًا وإلزاميًا، ويعني أنّ العاملين في الحكومة والمحاكم ليسوا فوق القانون، بالتالي يجب على موظفي الحكومة والمحاكم الحصول على موافقة المحكومين. فيعتقدون أنّ الموظفين الحكوميين الذين لم يحصلوا على موافقة المحكومين قد تخلّوا عن سيادة القانون. ويظنّون أنّ هذه الموافقة مضمونة بشكل روتينيّ عن طريق الأشخاص الذين يقدّمون الطلبات ومن خلال أعمال التسجيل. ويرون أن موظفي الخدمة العامّة قد خدعوا السكان وجعلوهم يتخلّون عن حالتهم كأشخاصٍ أحرار مقابل أن يكونوا في حالة (طفل البلد) أو (قاصر الدولة)، وسمحوا لهؤلاء الأطفال بجمع مزايا تلك الحالة، مثل الرعاية الاجتماعيّة والتأمين ضد البطالة وخطط التقاعد أو ضمان الشيخوخة.
يعتقد الأحرار أنه يتعيّن على الحكومة إنشاء «رابطة» تجعل الفرد متصلًا بكيانه الاعتباريّ. فإذا سُئل أحدهم عما إذا كان هو «جون سميث» وقال إنّه كذلك، فيكون الفرد حينها قد أسّس رابطة بين الجسد وكيانه. والخطوة التالية لديهم هي الحصول على الموافقة. فالنظام التشريعيّ في نظرهم هو مجرد دعواتٍ لإبرام عقود، وتكون قابلةً للتّنفيذ من الناحيّة القانونيّة في حال أبرم الفرد هذا العقد بالتراضي. خلاف ذلك، فإن القوانين التشريعيّة غير قابلة للتطبيق. يعتقد الأحرار أنّ الحكومة تحاول باستمرارٍ خداع الناس لتُبرم العقود معهم، لذلك غالباً ما يُرجعون الفواتير والإشعارات والاستدعاءات وما إلى ذلك برسالة يُكتب فيها «لا يوجد عقد - إعادة إلى المرسل».
يستخدم الأحرار مستند «الإخطار بالفهم والقصد والمطالبة بالحق» لإعلان سيادتهم. يُرسل هذا المستندَ الموقّع والذي عادةً ما يكون موثّقًا إلى الملكة، مع إمكانيَّة إرساله إلى السلطات الأخرى مثل رئيس الوزراء وقادة الشرطة. يبدأ المستند غالبًا بهذه الكلمات: «بما أنّ هذا هو فهمي» ويمضي إلى توضيح فهمهم للقانون وعدم موافقتهم عليه.